# Тихвінська наступальна операція
Тихвінська наступальна операція — друга фаза Тихвінської операції, що тривала з 10 листопада по 30 грудня 1941, в ході якої радянські війська перейшли в контрнаступ й під час наступальної операції війська Червоної армії відбили окуповані німецькими військами території на сході Ленінградської області. Контрнаступ проводився військами 54-ї армії Ленінградського фронту, 4-ї та 52-ї окремих армій, за сприянням військ Північно-Західного фронту з метою розгрому тихвінського угруповання німецьких військ, відновити залізничне сполучення на ділянці Тихвін-Волхов, поліпшити стан Ленінградського фронту, Балтійського флоту та обложеного Ленінграду, а також скувати сили противника на північно-західному напрямку й не допустити перекидання ним на московський напрямок.
Ширина фронту бойових дій в ході операції склала 300—350 кілометрів, глибина просування радянських військ — 100—120 кілометрів при середньодобовому темпі наступу 2 — 2,5 кілометра.

## Передумови та хід операції
Перед фронтом радянських військ діяли з'єднання 16-ї польової армії генерал-полковника Е.Буша зі складу німецької групи армій «Північ», які за станом на 10 листопада глибоко вклинилися в оборону радянських військ на Тихвінському напрямку, перерізавши останню залізницю, якою йшли вантажі до Ладозького озера для постачання Ленінграда.
У зв'язку з обстановкою, що склалася Ставкою ВГК було прийняте рішення без зволікання перейти в контрнаступ на Тихвінському напрямку; підготовка до нього розпочалася ще в ході оборонної операції. Завдяки вжитим заходам щодо посилення 4-ї, 52-ї і 54-ї армій радянські війська отримали перевагу над противником в особовому складі та артилерії. Однак вони поступалися військам Вермахту в танках і літаках.
Замислом радянського командування передбачалося завдати удари по напрямках, що сходяться, на Кіріши і Грузино. Головний удар завдавала з району Тихвіна 4-та армія (ген. армії К. П. Мерецков) із завданням з'єднатися в районі Кіріши з військами 54-ї армії (ген.-майор І. І. Федюнінський) і в районі Грузино з військами 52-ї армії (ген.-лейт. М. К. Кликов), з якою взаємодіяла Новгородська армійська група Північно-Західного фронту, що мала завдання наступати головними силами на Селище.
10 листопада 1941 не очікуючи на повне завершення зосередження усіх військ, північніше Новгорода перейшла в наступ Новгородська армійська група, 12 листопада північніше і південніше М. Вішери — 52-га армія, 19 листопада північно-східніше Тихвіна — 4-та армія, 3 грудня західніше р. Волхов — 54-та армія. Наступ Новгородської групи не мав успіху, а війська 52-ї армії через недоліки в організації наступу тільки 18 листопада прорвали оборону противника і 20 листопада опанували М. Вішеру.
7 грудня з'єднання 4-ї армії, прорвавши оборону Вермахту на захід від Тихвіну, створили загрозу перехоплення єдиної комунікації Тихвінського угруповання противника. Німецьке командування почало поспішне відведення залишків розгромлених з'єднань за р. Волхов. 9 грудня війська 4-ї армії звільнили Тихвін і перейшли до переслідування противника. 16 грудня війська 52-ї армії розгромили ворожий гарнізон у В. Вішері і стали просуватися до р. Волхов. Водночас війська 4-ї і 54-ї армій охопили фланги волховського угруповання противника, яка під загрозою оточення почала відходити. До 28 грудня 54-та армія відкинула німецькі та іспанські війська за лінію залізниці Мга — Кіріши. Наприкінці грудня війська 4-ї і 52-ї армій, що були об'єднані 17 грудня у Волховський фронт під командуванням генерал армії К. П. Мерецкова, вийшли до р. Волхов і захопили кілька плацдармів на його лівому березі, відкинувши війська Вермахту за рубіж, з якого вони почали наступ на Тихвін.

## Підсумки операції
В результаті Тихвінської наступальної операції радянські війська завдали важких втрат 10 дивізіям противника (у тому числі 2 танковим та 2 моторизованим), змусили гітлерівське командування перекинути на Тихвінський напрямок додатково 5 дивізій, просунулися на 100—120 км, звільнили від німецьких військ значну частину території, забезпечили наскрізний рух залізницею до ст. Войбокало, зірвали план німців створити 2-ге кільце оточення Ленінграда. Тихвінська наступальна операція — одна з перших великих наступальних операцій Червоної армії у війні; вона створила сприятливі умови для розгорнувся наприкінці 1941 загального контрнаступу радянських військ і сприяла розгрому німецьких військ під Москвою.

## Мемуари
- Гальдер Ф. От Бреста до Сталинграда. Военный дневник. Ежедневные записи начальника генерального штаба сухопутных войск 1941—1942 годов. — Смоленск: Русич, 2001. — 656 с. — (Мир в войнах). — ISBN 5-313-00026-8
- Хаупт В. Группа армий «Север». Бои за Ленинград. 1941—1944. / Пер. Е. Захарова. — М.: Центрполиграф, 2005. — 384 с. — (За линией фронта. Мемуары). — ISBN 5-9524-1672-1
- Стахов Х. Г. Трагедия на Неве. Шокирующая правда о блокаде Ленинграда. 1941—1944 / Пер. Ю. Лебедева. — М.: Центрполиграф, 2008. — 416 с. — (За линией фронта. Мемуары). — ISBN 978-5-9524-3660-2